# Amarrage (maritime)
Pour les articles homonymes, voir amarrage.

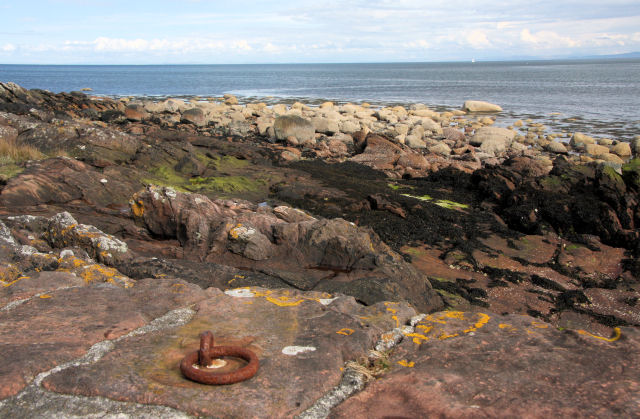
Anneau d'amarrage.

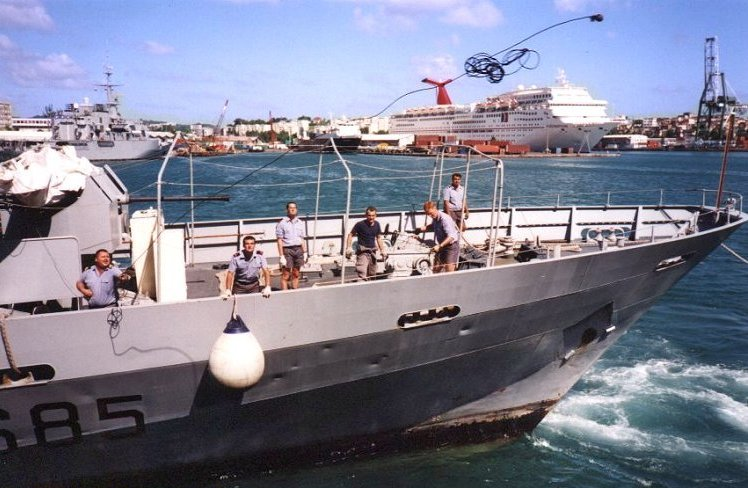
Envoi d'une touline depuis la plage avant du patrouilleur La Fougueuse.

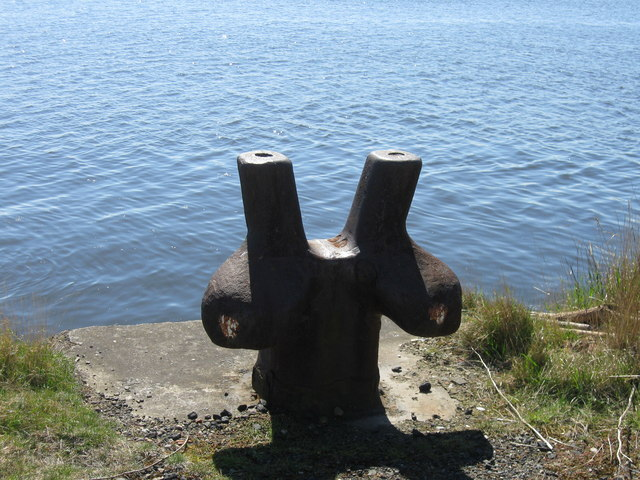
Bollard.

L'amarrage d'un navire est l'action de tenir à son poste un navire soit en rade ou dans un port à l'aide d'ancres, de chaînes ou d'amarres. Ce peut être la dernière phase d'une manœuvre d'accostage. L'amarrage consiste alors à maintenir un bateau contre un quai ou un ponton, à l'aide d'aussières (ou amarres), longs cordages de diamètres variables selon la taille du navire, capelées d'une part au quai sur des bittes ou des anneaux, et d'autre part sur le navire, à l'avant et à l'arrière.

## Amarrage classique

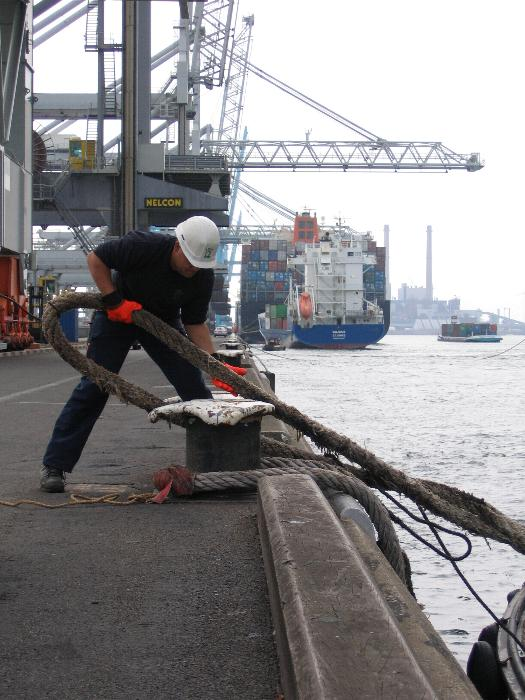
Lamaneur capelant une aussière sur un bollard.

L'amarrage est accompli à quai par des lamaneurs, sur le navire par les marins du bord. Une touline appelée aussi lance-amarres (cordage fin lesté d'une boule) est d'abord envoyée vers le quai, à l'extrémité de laquelle est amarré l'œil du cordage lui-même. Une fois le cordage capelé sur un bollard, il est raidi grâce à des treuils guindeaux ou cabestans sur le pont du navire.
Pour un navire de grand tonnage, il ne faut pas moins d'une douzaine d'aussières pour le maintenir à quai ; un petit voilier a besoin de deux à six amarres.

## Aussières et câbles
Jusqu’à la première moitié du XXe siècle, les aussières sont des cordages en chanvre. D’autres matériaux les ont largement remplacés.
- Les aussières synthétiques en polypropylène à huit brins sont celles couramment utilisées, elles flottent et sont relativement maniables et surtout ne font pas de coques, elles peuvent être lovées à droite ou à gauche contrairement aux 3 brins. Leur élasticité peut aller jusqu'à 30 %, ce qui est à considérer. Ce dernier détail peut être aussi un avantage: la répartition des tensions sur plusieurs aussières.

- Le câble d'acier est pour une même résistance d'un diamètre moindre, son élasticité est limitée à 1,5 %, il est peu maniable voire dangereux à la manipulation. Il coule, son utilisation à l'arrière entraîne des risques pour l'hélice, sa manipulation est difficile pour les lamaneurs.

- Les amarres mixtes (acier - synthétique) sont utilisées pour pallier des conditions particulières, le poste à quai subit par exemple les passages ponctuels de navires, mais le câble d'acier est nécessaire pour maintenir un poste stable, n'étant pas élastique, on  ajoute une queue synthétique sur le câble, la partie synthétique absorbera par son élasticité les effets ponctuels. Cette queue synthétique devra avoir 25 % de charge de rupture supérieure à celle du câble et sa longueur sera calculée pour que 20 % de celle-ci donne la marge maximum recherchée. (5 m donnera 1 m de battement ponctuel).

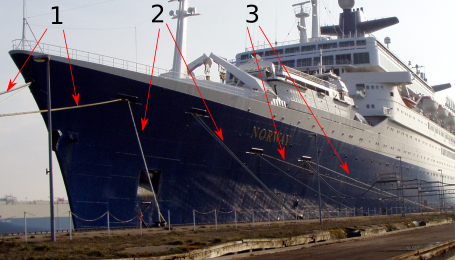
Bateau Norway amarré dans le port de Bremerhaven, en Allemagne.
Légende :
1 : Pointe avant
2 : Traversier avant
3 : Garde montante avant.

|                           | Numéro     | Nom                    | Rôle                 |
| Schéma d'un amarrage type | Aussière 1 | Pointe avant           | Empêche de culer     |
| Schéma d'un amarrage type | Aussière 2 | Traversier avant       | Empêche de s'écarter |
| Schéma d'un amarrage type | Aussière 3 | Garde montante avant   | Empêche d'avancer    |
| Schéma d'un amarrage type | Aussière 4 | Garde montante arrière | Empêche de culer     |
| Schéma d'un amarrage type | Aussière 5 | Traversier arrière     | Empêche de s'écarter |
| Schéma d'un amarrage type | Aussière 6 | Pointe arrière         | Empêche d'avancer    |

## Amarrage sur coffres ou par l'avant sur un seul point

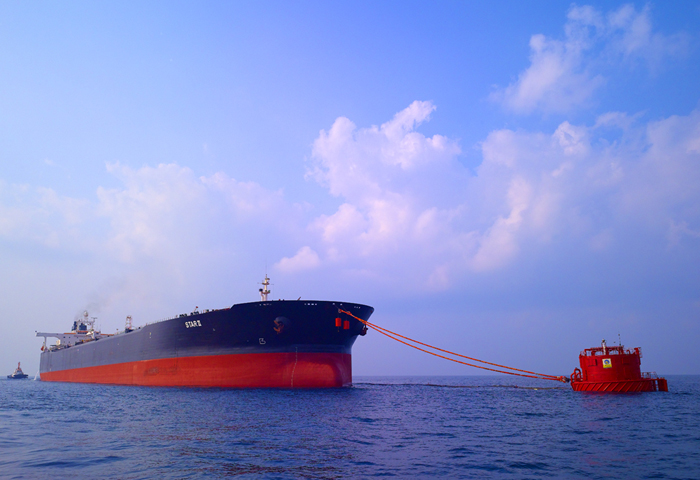
Chargement sur monobuoy.

## Particularités

### Système d'amarrage sans aussières
- Le but recherché étant la rapidité d'amarrage et de largage tout en maintenant la stabilité et la sécurité de la position.

- Un type d'amarrage par électro-aimants a été à l'étude mais la consommation électrique était importante, il y avait également des risques en cas de coupure d'alimentation électrique.

- Amarrages par ventouses MoorMaster :
  - L'équipement est monté au sommet et sur la face du quai de façon à ne pas interférer avec les opérations prévues qui concernent à la fois le navire et la terre. Le système est activé à partir de la terre et déborde au-delà de la ligne des défenses pour appliquer une force de dépression fiable et puissante entre le navire et la terre. Une opération typique d'amarrage peut être réalisée avec un pré-positionnement en moins de 30 secondes, le largage se fait en moins de 2 secondes et une seule personne est nécessaire pour cette manœuvre. Celle-ci peut être effectuée par la terre ou par le commandant du navire en passerelle par un système de commande sur un écran tactile (voir image).
  - L'unité d'amarrage amortit et résiste aux forces qui agissent dans l'environnement sur le navire.
  - Nécessités : les systèmes ne s'adaptent qu'aux murailles plus ou moins droites
  - On peut aussi noter que les navires qui utilisent ce genre de système sans aussières à quai doivent posséder des propulseurs transversaux pour appareiller, en effet le navire une fois largué reste parallèle au quai, les manœuvres du type en avant sur une garde avant pour décoller le cul sont impossibles.

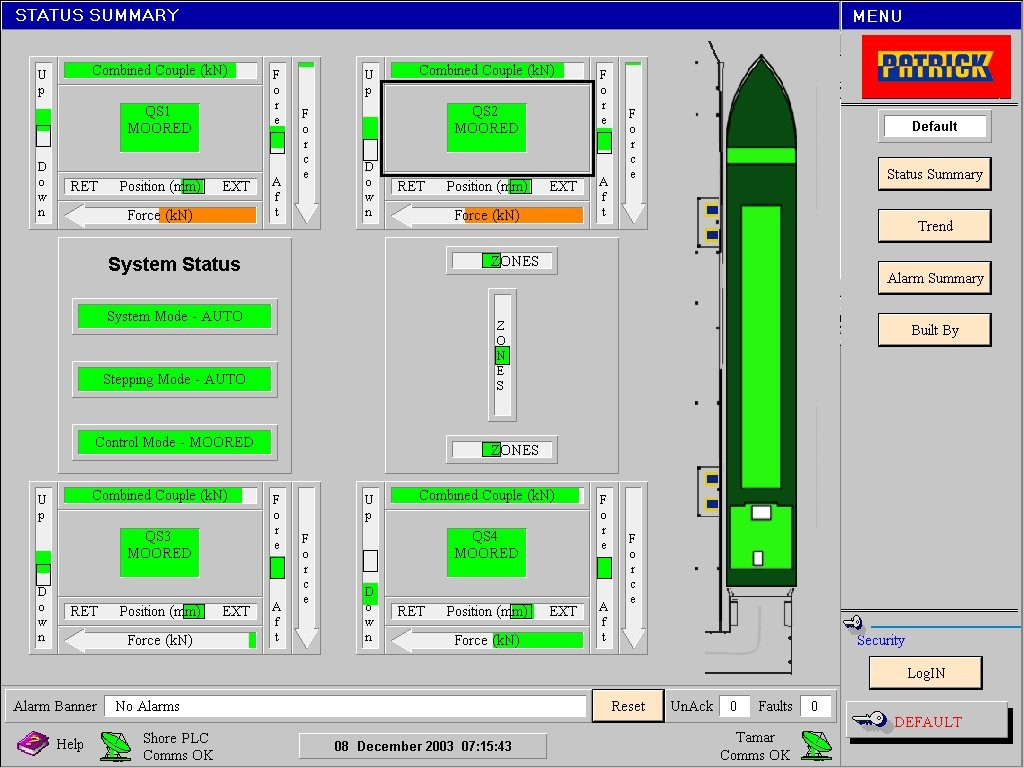
Écran de contrôle.
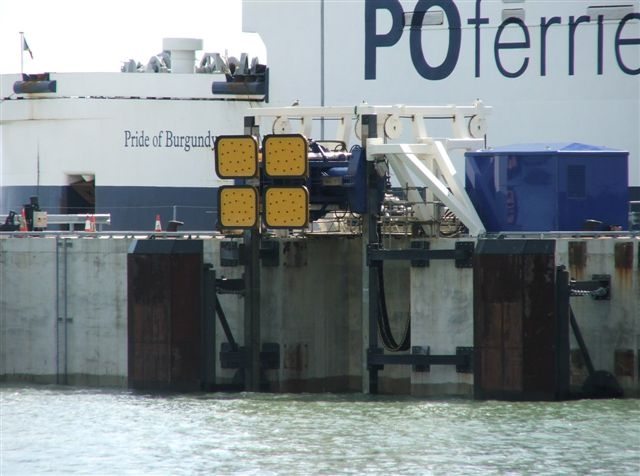
Système d'amarrage à ventouses vu de la mer à Douvres.

### Passage du canal de Panama

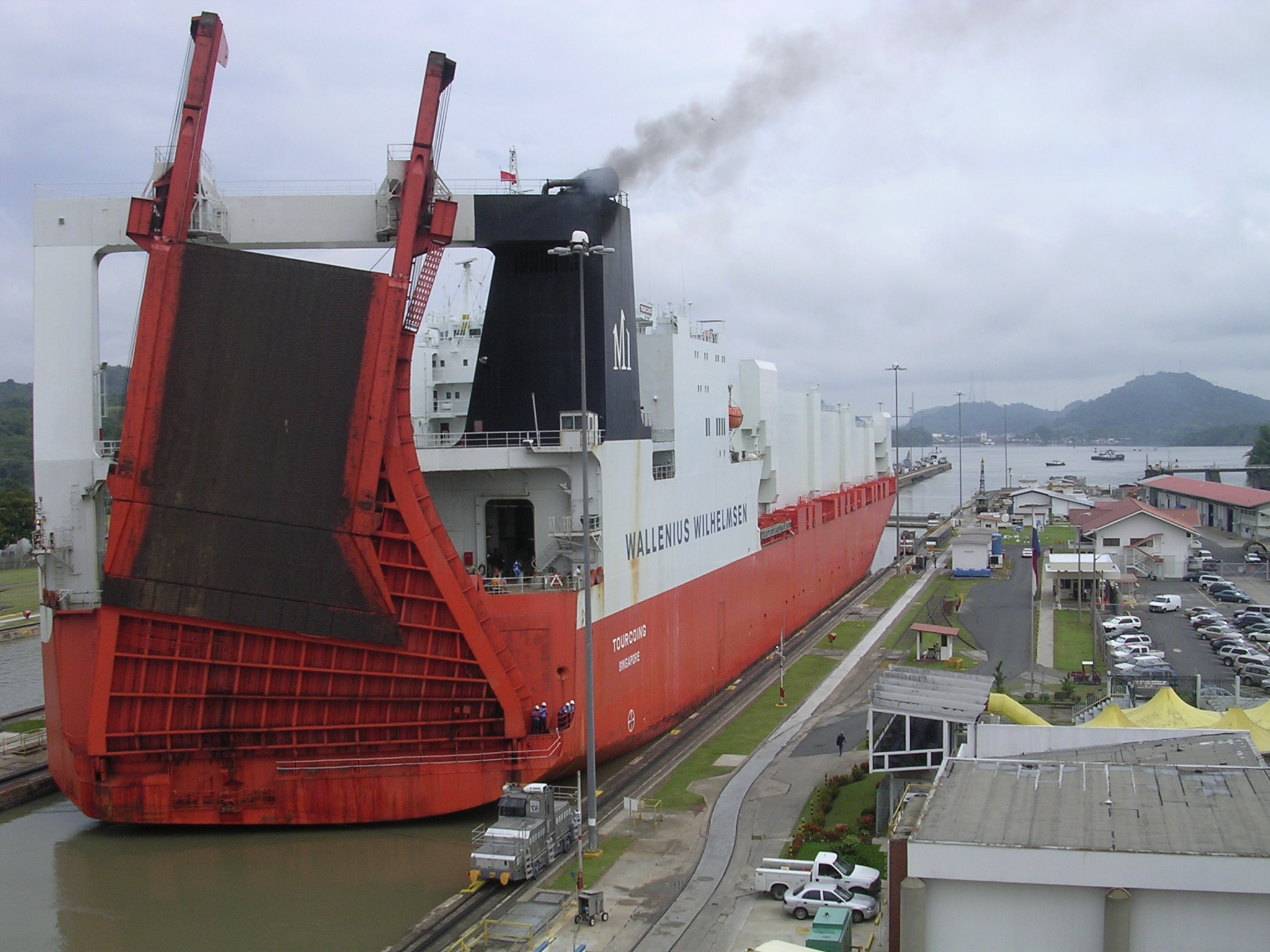
Passage d'une écluse du canal de Panama

Lors du passage des écluses du canal de Panama, les navires ne sont pas amarrés à des points fixes terrestres, mais à des mules, ces dernières synchronisent leurs mouvements pour maintenir le navire en position ou le déhaler si nécessaire.